# Table d'hôte
U restoranskoj terminologiji table d'hôte  (dosl. "obrok gostoprimca") jelovnik/ izbornik s više slijedova jela međutim unaprijed suženog izbora po fiksno definiranoj cijeni. Takav jelovnik može nositi i naziv prix-fixe ("fiksna cijena"). U manje prestižnim restoranima koriste se često i jednostavnije inačice poput: dnevni menu ili ponuda kuće. U restoranima koji imaju tu opciju pribor za jelo na stolu može biti postavljen unaprijed za sve predviđene slijedove.
Table d'hôte je sadržajno suprotan od à la carte jelovnika u kojem se gostu nudi da samostalno kombinira slijedove i vrste jela iz ponuđene liste uglavnom višeg cjenovnog ranga. 
Ranije u Francuskoj, table d'hôte se odnosio na zajedničko blagovanje (ponekad i doručak i ručak) tijekom odmora koji se naziva chambre d' hote (slično današnjoj ponudi "bed and breakfast"). Svaki gost  chambre d'hôtea se može pridružiti ovom obroku kojeg priprema gostoprimajuća obitelji. Dakle nije riječ o restoranskom objektu već o kućnoj zajednici u kojoj postoji samo jedna ponuda, a cijena je fiksna i uključena u odmor. Gosti se obično okupljaju oko velikog stola koji omogućava širu konverzaciju koja obično započinje temom o kući i zemlji u kojoj se odvija odmor, itd.

## Cm. također
- À la carte, obrnuto od table d'hôte
- Popis francuskih riječi i fraza korištene u engleskom jeziku
- Prehrana